# Hôpital Bicêtre

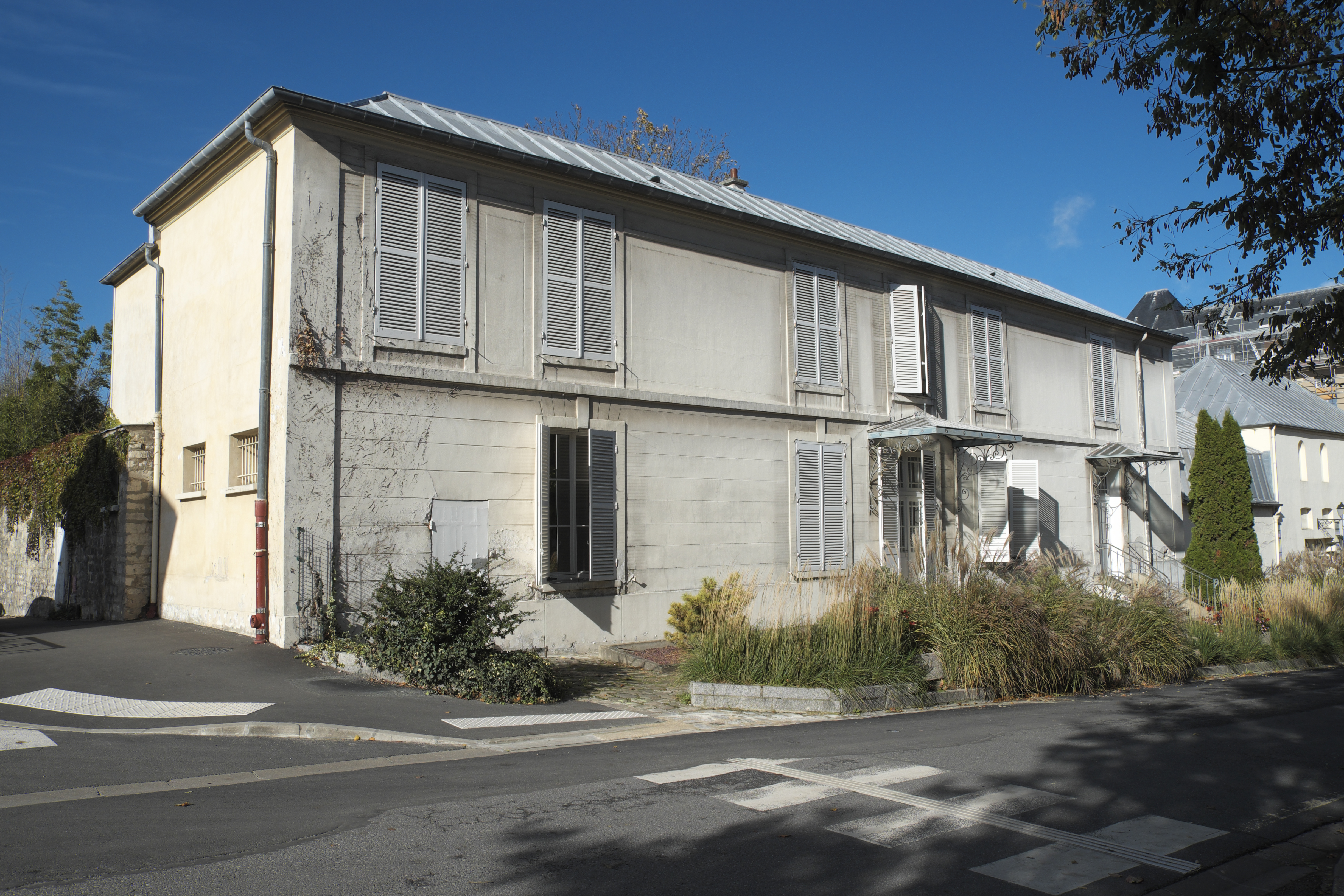
Hôpital Bicêtre

O Hôpital Bicêtre está localizada em Le Kremlin-Bicêtre, uma comuna nos subúrbios ao sul de Paris, França. Está localizado a 4,5 km (2,8 milhas) do centro de Paris. O Hospital de Bicêtre foi originalmente planejado como hospital militar, cuja construção começou em 1634. Com a ajuda de Vicente de Paulo, foi finalmente inaugurado como orfanato em 1642.
É afiliado à Universidade Paris-Saclay.